# 4524 Barklajdetolli
4524 Barklajdetolli è un asteroide della fascia principale. Scoperto nel 1981, presenta un'orbita caratterizzata da un semiasse maggiore pari a 2,3208389 UA e da un'eccentricità di 0,1326084, inclinata di 7,27481° rispetto all'eclittica.